# Мала Лая
Мала Ла́я (рос. Малая Лая) — село у складі Горноуральського міського округу Свердловської області.
Населення — 288 осіб (2010, 359 у 2002).
Національний склад станом на 2002 рік: росіяни — 94 %.